# ジャッキー・フィールズ
ジャッキー・フィールズ（Jackie Fields、1908年2月9日 - 1987年6月3日）は、アメリカ合衆国出身の元プロボクサー。本名はジェイカブ・フィンケルステイン（Jacob Finkelstein）。元世界ウェルター級チャンピオン。イリノイ州シカゴの生まれ。

## 略歴
1924年、17歳にしてパリオリンピックのフェザー級金メダリストとなったアマチュアのエリート。1924年、プロデビュー。1929年3月25日、ヤング・ジャック・トンプソンに判定勝ちで世界ウェルター級タイトルを獲得するが、翌年5月9日にの再戦で奪い返された。
1932年1月28日、カナダ出身の強打者ルー・ブロイラードに10回判定勝ちして同王座に返り咲いた。しかし、1933年2月22日、ヤング・コーベット3世に判定負け。強打とスタミナの好選手だったが、短命王者に終わった。